# Dai-Nippon Insatsu
Dai-Nippon Insatsu K.K. (japanisch 大日本印刷株式会社, Dai-Nippon Insatsu Kabushiki kaisha, dt. „Groß-Japan-Druck“, engl. Dai Nippon Printing Co., Ltd., kurz: DNP) ist ein japanisches Unternehmen mit Sitz in Shinjuku, Tokio. Es ist eine der größten Druckereien der Welt.

## Übersicht
DNP ist ein Hersteller von Produkten im Druckwesen (Zeitungen, Magazine, Bücher, Verpackungen, Folien, SIM- und Chip-Karten). DNP stellt u. a. aber auch Lochmasken und Fotomasken für die elektronische Industrie her. Abgerundet wird das Sortiment durch Oberflächen-Materialien für den Innen- und Außeneinsatz, die insbesondere im Bau- und Einrichtungsgewerbe sowie der Automobilindustrie eingesetzt werden.
Das Unternehmen wurde am 9. Oktober 1876 unter dem Namen Shueisha gegründet. Präsident des Unternehmens ist Yoshitoshi Kitajima. Rund 39.200 Mitarbeiter werden im Unternehmen beschäftigt. 1970 wurde in Düsseldorf ein Unternehmensstandort eröffnet.

## Kritik
2011 veröffentlichte das japanische Online-Magazin “myNewsJapan.com” eine Liste von japanischen Unternehmen, deren Angestellte eine ungewöhnlich hohe Anzahl an Überstunden leisten. Dai-Nippon Insatsu belegte hierbei den 1. Platz mit durchschnittlich 1920 Überstunden pro Jahr.